# 鲍启祥
'鲍启祥1913年—1967年），男，河南商城人，中华人民共和国军事人物，中国人民解放军少将，曾任广东省军区副政治委员。